# Contea di Sumter (Florida)
La contea di Sumter (in inglese Sumter County) è una contea dello Stato della Florida negli Stati Uniti d'America. Il suo capoluogo amministrativo è Bushnell. Ci si riferisce spesso alla contea con il nome soprannome di "The Villages" dovuto al fatto che quest'ultima zona è la più conosciuta della contea.

## Geografia fisica
La contea ha un'area di 1.503 km² di cui il 5,96% è coperta da acque interne. Confina con:
- Contea di Marion - nord
- Contea di Lake - est
- Contea di Polk - sud-est
- Contea di Pasco - sud-ovest
- Contea di Citrus - ovest
- Contea di Hernando - ovest

## Storia
La contea fu creata nel 1853 e fu chiamata così per il generale Thomas Sumter, un eroe della rivoluzione americana. Il soprannome (The Villages) era dovuto alle caratteristiche prettamente rurali della contea con molta natura incontaminata che si prestava al lavoro dei trafficanti di alcolici e dei ladri.
Negli ultimi anni però nella contea si è sviluppato un grande incremento della popolazione dovuto proprio all'ingrandimento del complesso residenziale dei "Villages".

## Città principali
- Bushnell
- Wildwood

## Politica
| Anno | Repubblicani | Democratici | Altri |
| ---- | ------------ | ----------- | ----- |
| 2004 | 62,2%        | 36,4%       | 1,4%  |
| 2000 | 54,5%        | 43,3%       | 2,2%  |
| 1996 | 38,7%        | 45,6%       | 15,7% |
| 1992 | 35,4%        | 40,8%       | 23,8% |
| 1988 | 60%          | 39,4%       | 0,6%  |

## Curiosità
A Bushnell, il capoluogo della Contea, è ambientata la serie TV Swamp Brothers, prodotta da Discovery Channel, che va in onda in Italia con il titolo di A mani nude nella palude sulla rete DMAX.